# ميريديث أتويل بكر
ميريديث أتويل بكر (بالإنجليزية: Meredith Attwell Baker)‏ (و. 1968 – م) هي من الولايات المتحدة الأمريكية .

## التعليم
تعلمت في جامعة هيوستن.